# Avtomobilska industrija
Avtomobilska industrija je industrijska panoga, ki se ukvarja z oblikovanjem, razvojem, proizvodnjo in prodajo motornih vozil. Je ena od najpomembnejših industrijskih panog na svetu z 1,9 bilijona evrov prometa in več kot 8 milijonov zaposlenih v letu 2005.